# Pringgabaya Utara
Pringgabaya Utara is een bestuurslaag in het regentschap Oost-Lombok van de provincie West-Nusa Tenggara, Indonesië. Pringgabaya Utara telt 3865 inwoners (volkstelling 2010).